# خزانه‌داری ابهیدارما
خزانه‌داری ابهیدارما (انگلیسی: Abhidharmakośa-bhāsya) یا ابهیدارما کوشا بهاشیا (به چینی: 阿毗达磨俱舍论)، خزانه متافیزیک با تفسیر خود، یک متن کلیدی در آیین بودایی است که توسط محقق هندی بودایی واسوباندو در قرن چهارم یا پنجم میلادی به زبان سانسکریت نوشته شده است.
دو شاگرد هیون تسیانگ، هوآی سو و کوئی چی، تفسیرهایی دربارهٔ کوشا نوشتند که گم شده‌اند.
در قسمت چهارم کتاب نیز آمده است. چهار نوع کارما وجود دارد؛ یعنی کارماهایی هستند که نتایج متفاوتی دارند که ماهیتا تیره و متفاوت هستند یا برخی کارماها هستند که به گونه ای دیگر میوه می‌دهند. یا کارماهایی هستند که سیاه یا سفید هستند و نتایج متفاوتی دارند. کارماهایی هم هستند که نه سیاه هستند و نه سفید و نتایج متفاوتی ندارند.
خزانه متافیزیک با تفسیر خود یک رساله محوری دربارهٔ تفکر اولیه بودایی است که در حدود قرن چهارم یا پنجم توسط فیلسوف بودایی هندی واسوباندو نوشته شده است. این اثر، آموزه‌های بودا را که توسط مکتب سرواستیواده اولیه بودایی ترکیب و تفسیر شده است، در حالی که بحث‌های اعتقادی عمده‌ای را که پیرامون آن‌ها شکل گرفته است، به‌ویژه آن نقاط اختلاف با نظام فکری ساترانتیکا («پیروان کتاب مقدس») ثبت می‌کند. خزانه‌داری ابهیدارما با استفاده از روش‌شناسی و اصطلاحات سیستم ابهیدارما بودایی، تجزیه و تحلیل مفصلی از آموزه‌های اساسی، مانند نظریه‌های اولیه ذهن بودایی، کیهان‌شناسی، عملکرد کارمان، حالات و اعمال مراقبه، و متافیزیک خود ارائه می‌دهد. یکی از ویژگی‌های منحصر به فرد آن، نحوه ارائه نظرات مختلف مکاتب بودایی و برهمنی است که در زمان واسوباندو در هند کلاسیک فعال بودند. این اثر شامل نه فصل است (که آخرین فصل آن به هشت فصل اول ملحق شده است) که از توصیف جهان بی‌خواب از طریق مسیر و شیوه‌هایی که منجر به بیداری و در نهایت به دستاوردهای معنوی نهایی می‌شود که حالت بیداری را تشکیل می‌دهند، نشأت می‌گیرد؛ بنابراین، در تحلیل خود از وضعیت بیدار، عناصری را که دنیای مادی و ذهنی موجودات ذی‌شعور را می‌سازند، حالات ذهنی سالم و ناسالم که در ذهن آنها پدید می‌آید، ساختار کیهان، متافیزیک کنش (کارمان) و نحوه به وجود آمدن آن، و ماهیت نگرش‌های ذهنی گرایشی و خفته را پوشش می‌دهد. رساله در پرداختن به مسیر و اعمالی که به بیداری منتهی می‌شود، درک سرواستیدا از روش‌های رفع آلودگی‌ها از طریق تحقق چهار حقیقت شریف و مراحل تزکیه معنوی را ترسیم می‌کند. با توجه به حالت بیداری، خزانه‌داری ابهیدارما شرح مفصلی از انواع مختلف دانش و حالات مراقبه ای می‌دهد که توسط تمرین کنندگانی که به بالاترین مراحل مسیر می‌رسند، به دست می‌آیند.
این کتاب از آداب و رسوم ایرانی به عنوان نمونه‌هایی از رفتارهای متجاوزانه یاد می‌کند که بودایی‌ها باید آنها را اشتباه تشخیص دهند. موارد زیر در ترجمهٔ هیون تسیانگ از این رساله است: برای مثال، «برخاسته از جهل»، در معابد هترودوکس، [بر اساس] این دارما، آنها آگاهانه کشتار را انجام می‌دهند. همچنین پادشاهان بر اساس قوانین دنیوی، دشمنان خود را اعدام می‌کنند و اراذل و اوباش را از بین می‌برند و معتقدند که کشتار، شایستگی زیادی به دست می‌آورد. همچنین پارسیان بیان می‌کنند که وقتی پدر و مادر فرد مسن و بیمار باشند، اگر در پایان عمر از ناراحتی و رنج معاف شوند، شایستگی عالی خواهد داشت. همچنین، مسیر هترودوکسی بیان می‌کند که کسی که مارها، عقرب‌ها، هورنت‌ها و غیره را - آنهایی که برای مردم سمی هستند - سلاخی می‌کند، شایستگی عالی را به همراه دارد.
«کارما فالا»  اصطلاحی در هندوئیسم و یوگا است که به نتایج اعمال یک فرد اشاره دارد. این اصطلاح از سانسکریت، کارما به معنای «عمل» یا «کار» و فالا phala به معنای «نتیجه»، «ثمره» یا «پاداش» گرفته شده است. کارما فالا اغلب به عنوان «ثمره اعمال» ترجمه می‌شود. در دنیای غرب، کارما معمولاً به عنوان مفهومی در نظر گرفته می‌شود که در نهایت کسی بر اساس اعمالش آنچه را که لیاقتش را دارد به دست می‌آورد. اعمال بد یا منفی منجر به کارما فالای بد می‌شود، در حالی که انجام کارهای خوب منجر به کارما فالای خوب می‌شود.